# 羅加什卡-斯拉蒂納市鎮

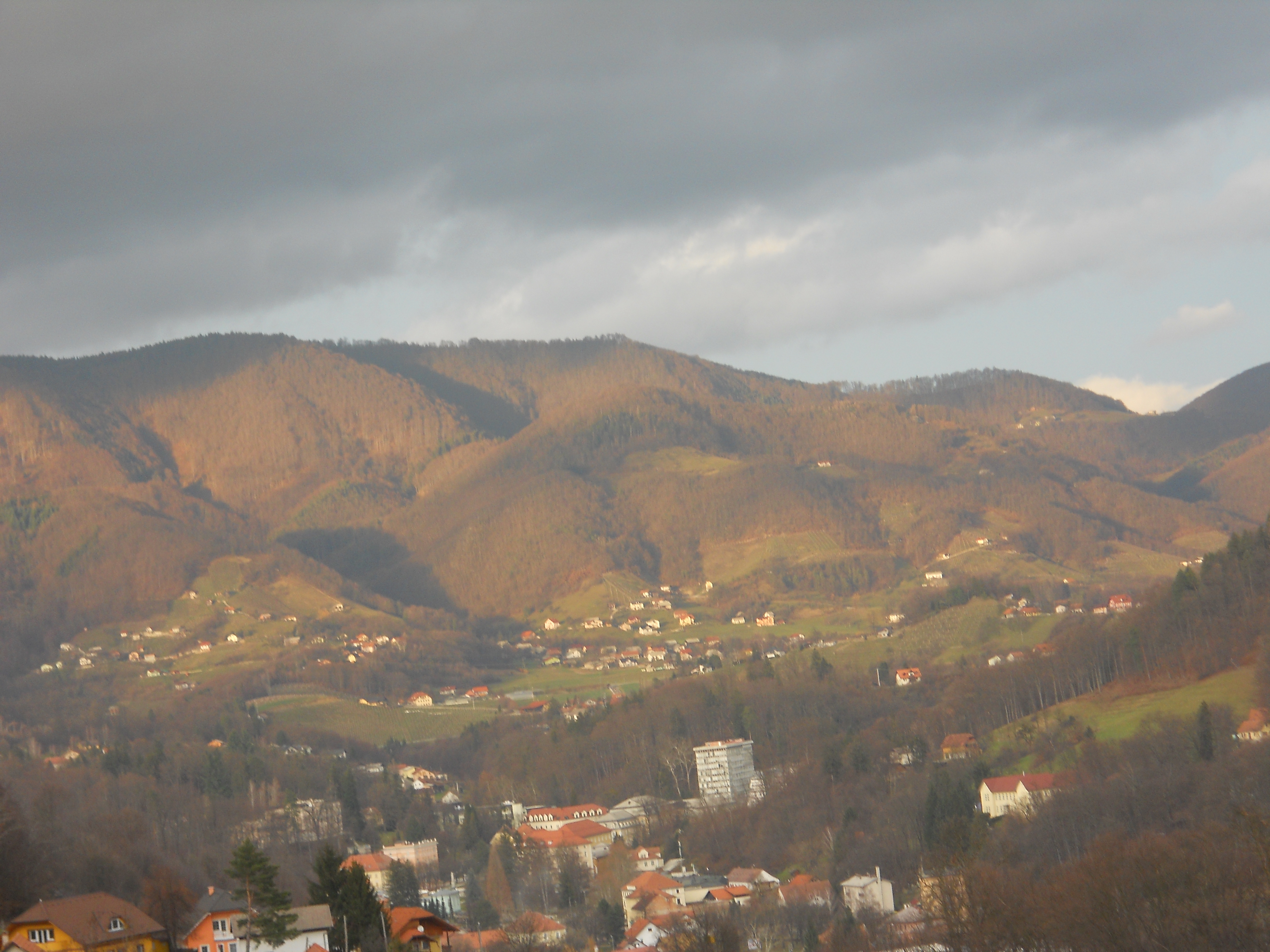
羅加什卡-斯拉蒂納

羅加什卡-斯拉蒂納市鎮，是斯洛文尼亞東部的一個市镇，毗鄰與克羅地亞接壤的邊境，行政中心為羅加什卡-斯拉蒂納。市镇面積为71.5平方公里，海拔高度228米，2018年人口数量为11,070人。该市镇设立于1994年。

## 外部連結
- 官方网站  （斯洛文尼亚文）
- Rogaška Slatina on Geopedia （页面存档备份，存于）